# Yanluowang
Cette page contient des caractères spéciaux ou non latins. S’ils s’affichent mal (▯, ?, etc.), consultez la page d’aide Unicode.

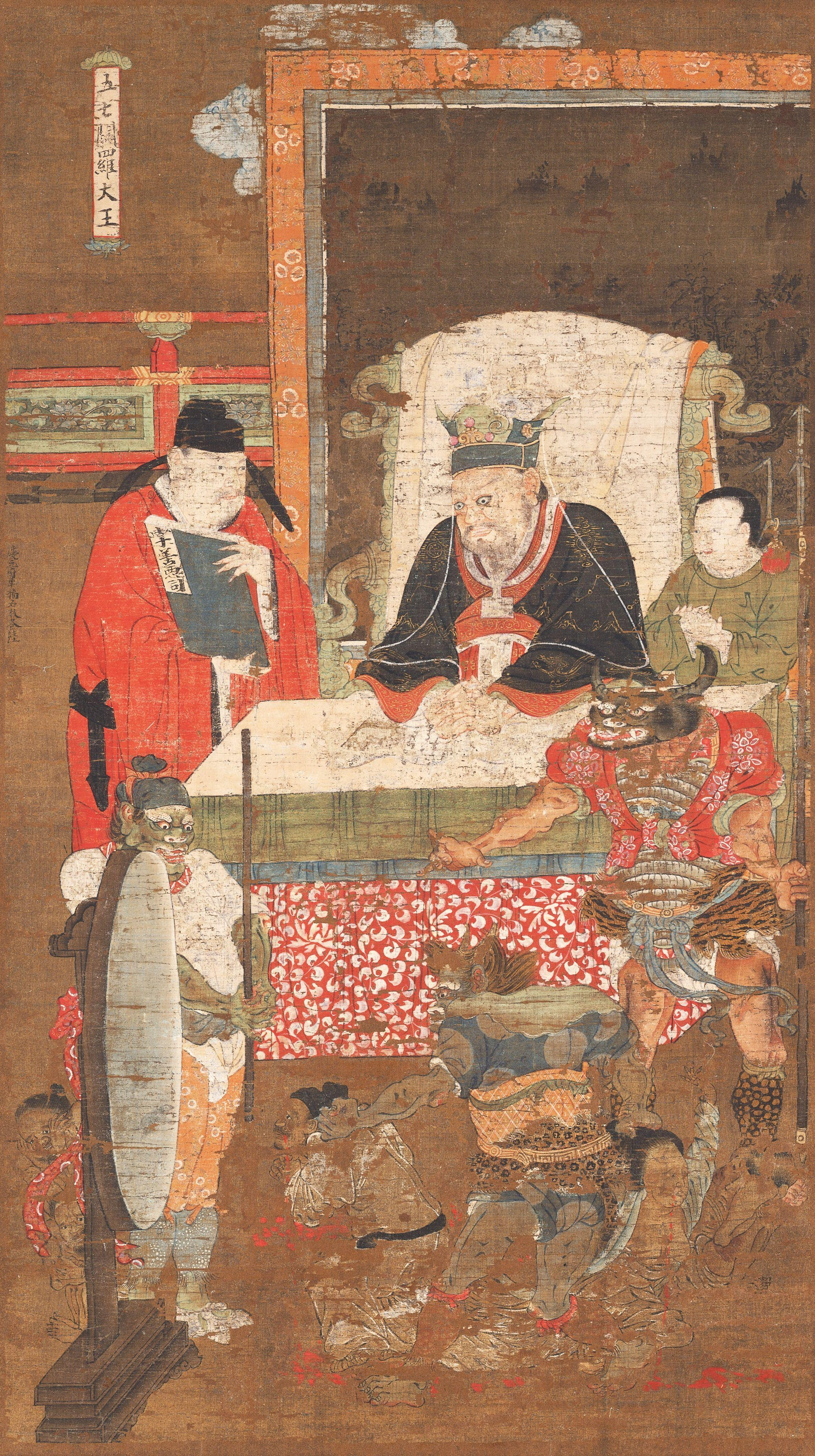
le roi Yanluo.

Yanluowang ou Yanluo wang (chinois simplifié : 阎罗王 ; chinois traditionnel : 閻羅王 ; pinyin : Yánluó wáng ; Wade : Yen²-lo² wang² ; cantonais Yale : Yim⁴-lo⁴ wong⁴ ; litt. « roi Yanluo ») est un dieu chinois d'origine bouddhiste, gardien et juge du Diyu (enfer). Il correspond au dieu de la mort hindou, appelé Yama. Très présent dans l’imaginaire grâce à l'iconographie et aux contes populaires, il n'y a pas de temple qui lui soit dédié, comme toutes les déités d'aspect trop féroce. Tout au plus trouve-t-on quelques rares sanctuaires où il est honoré en même temps que neuf autres collègues (ex : temple des Dix rois des enfers de Yaumatei 油麻地 à  Hong Kong). À Taïwan, une place est parfois faite aux Dix rois des enfers dans le temple du Dieu de la muraille et des douves. Yánluó wáng lui est en effet associé dans le bouddhisme populaire et la religion traditionnelle, tout comme il l'est au bodhisattva Dizangwang. Ces trois divinités sont liées au monde infernal.

## Origine et évolution
À l’origine de Yanluowang on trouve la déité hindouiste Yama, mentionnée pour la première fois dans les Vedas,  dieu de la mort régnant à la fois sur le paradis et l’enfer, nommé nakara et situé sous terre au Sud de notre monde. Ses fonctions dans le bouddhisme mahayana sont limitées au jugement des âmes et à la gestion des Enfers. Quoique surhumain, il n’a pas encore échappé à la samsara, contrairement à Dizangwang, version sinisée du bodhisattva Ksitigarbha. Selon une tradition, il est lui-même  tourmenté chaque jour par ses propres sbires, et n’échappera à ce sort que lorsqu’il commencera l’étude du dharma.
Dans le bouddhisme vajrayâna, c’est une déité de rang secondaire, « Gardien de l’espace », situé comme Ksitigarbha dans la lignée de Ratnasambhava, bouddha du Sud, direction néfaste. En tibétain, il est nommé གཤིན་རྗེ་ / Gsin-rje. Il est parfois représenté tenant entre ses mâchoires la roue des réincarnations. Le bouddhisme japonais le connaît sous le nom de Enma.

## Adoption par le taoïsme et la religion populaire
Puisant dans différents textes indiens et dans la culture locale, la tradition chinoise  propose plusieurs versions concernant le nombre des enfers et des divinités qui sont à leur tête. Il semble qu’à l’origine il y ait eu deux versions concurrentes : 136 enfers (8 grands divisés chacun en 16 plus petits) ou 18, chacun d’entre eux étant dirigé par un roi subalterne de Yánluó wáng. 
Elles furent fortement concurrencées à partir des Tang par une nouvelle version influencée par le taoïsme, qui a adopté Yánluó wáng pour en faire le cinquième d’un ensemble de dix rois (shidian Yánluó wáng 十殿閻羅王, Roi gardien-trieur des dix chambres ) nommés chacun à la tête d’un enfer par l’Empereur de jade. Les neuf autres rois sont : Qinguangwang (秦廣王), Chujiangwang 
(楚江王), Songdiwang (宋帝王), Wuguanwang (五官王), Kachengwang (卡誠王), Taishanwang (泰山王), Pingdengwang (平等王) Dushiwang 
(都市王) Zhuanlunwang (轉輪王), noms typiquement taoïstes. Ils concurrencent Bei Di, un autre dieu taoïste du monde des morts. Yánluó wáng reste néanmoins le plus célèbre, et de loin le plus présent dans l’iconographie.
Il arrive pourtant qu’il disparaisse totalement de la liste, faisant place à un personnage historique, magistrat intègre de son vivant nommé juge des morts par une divinité supérieure, le plus souvent le juge Bao, (Baogong 包公 ou Bao Cheng包承) de l’époque des Song. 
Quelquefois on lui prête trois assistants nommés « Vieillesse », « Maladie » et « Mort ». 
Il est parfois associé, seul ou avec ses neuf collègues, au Dieu de la muraille et des douves, une sorte de fonctionnaire territorial divin avec pouvoir de juridiction sur sa circonscription, y compris les enfers. Il devient alors un des juges à son service ou son collaborateur.

## Les Enfers
Les Enfers que président Yanluowang sont parfois appelés Fengdu (丰都 / 酆都, capitale de l'abondance) et situés sous le mont du même nom, aussi appelé Mingshan (冥山), « mont des Enfers », au nord-est du comté de Fengdu (丰都县 / 酆都縣) dans le Sichuan. Selon le professeur Jiang Yuxiang (江玉祥) du Musée de l’université du Sichuan, Fengdu, où un culte est rendu à un immortel depuis la dynastie Han, est l'une des 72 terres d’immortalité du taoïsme. Il fut identifié à partir des Song du sud au mont Luofeng (罗丰山 / 羅豐山) donné comme siège des enfers par Tao Hongjing dans le Zhengao (真诰 / 真誥, zhēngào). On y trouve au XXIe siècle un village-fantôme touristique sur la route des croisières sur le Chang Jiang.
Le roi des Enfers dirige un petit personnel de démons souvent représentés avec une face animale, chargés de capturer les âmes que leur méchanceté a désigné à son attention et de tourmenter les damnés. Ce sont eux-mêmes des créatures ayant mal tourné ; leur fonction est ainsi une sorte de punition. À l’issue de leur peine, qui peut parfois être très longue, les âmes sont réinsérées dans le cycle des réincarnations après l’absorption d’une potion d’oubli. 
Le bouddhisme a joué un grand rôle dans la diffusion de l’image de l’enfer et des punitions terribles promises aux pécheurs. Néanmoins, cet enfer se superpose à la représentation du monde des morts issue de la religion chinoise, et la croyance en la réincarnation est quelquefois la seule trace d’idéologie bouddhiste qu’on y trouve. Le monde des morts est alors un reflet de celui des vivants, administré de façon similaire. Les démons, par exemple, y sont des gardiens que la famille du défunt peut soudoyer par des offrandes de papier-monnaie, d’où l’importance des cérémonies en faveur des morts sans famille comme celles de la fête des fantômes. Dans le temple de Yaumatei on peut voir la représentation d’un homme portant un carcan qui offre de l’encens aux Dieux des enfers. Il s’agit d’un mort sans sépulture, ramassé comme un vulgaire vagabond par la police démoniaque et amené devant le juge divin, qui déterminera grâce à sa clairvoyance s’il est criminel ou victime, et veillera le cas échéant à ce que justice lui soit rendue. 
Dans la version plus bouddhiste de l’enfer, les démons tourmenteurs sont des émanations de l’âme impure des damnés, et le salut tient autant à la valeur spirituelle des prières des vivants qu’à la force magique des cérémonies.

## Identité variable
Dans l’univers très syncrétiste et peu dogmatique de la religion chinoise, l’interprétation de Yánluó wáng peut varier grandement de personne à personne. Si certains reconnaissent en lui une divinité bouddhiste, d’autres le considèrent comme un dieu taoïste en concurrence avec le bodhisattva Dizangwang. Généralement vu comme une divinité effrayante, il peut également présenter l’image plus rassurante d’un juge intègre et juste ou d’un défenseur du dharma.